# Sauyr Zhotasy
Il Sauyr Zhotasy (3.840 m s.l.m.) è una montagna kazako-cinese facente parte della catena montuosa Tien Shan.
Sauyr Zhotasy è geograficamente collocata a circa 100 km Sud-Est del Lago Zajsan in Kazakistan.
Politicamente il monte fa parte di due stati: la Cina e il Kazakistan. La montagna fa parte inoltre delle divisioni interne degli stati. Sauyr Zhotasy fa infatti parte delle regioni Xinjiang (Cina) e la regione del Kazakistan Orientale (Kazakistan), è inoltre in possesso delle province minori Altay-Tacheng (Cina) e il Zajsan (Kazakistan). Con i suoi 3840 m d'altezza, Sauyr Zhotasy è una delle montagne più alte del Kazakistan e della catena montuosa Tien Shan.